# Gesztenyehátú álszajkó
A gesztenyehátú álszajkó (Pterorhinus nuchalis) a madarak osztályának verébalakúak (Passeriformes) rendjébe és a Leiothrichidae családjába tartozó faj.

## Rendszerezése
A fajt Henry Haversham Godwin-Austen brit ornitológus írta le 1876-ban. Egyes szervezetek a Garrulax nembe sorolják Garrulax nuchalis néven.

## Előfordulása
Ázsia déli részén, India és Mianmar területén honos. Természetes élőhelye a szubtrópusi vagy trópusi síkvidéki esőerdők, valamint legelők és cserjések. Állandó, nem vonuló faj.

## Megjelenése
Testhossza 26 centiméter.

## Életmódja
Rovarokkal táplálkozik.

## Természetvédelmi helyzete
Az elterjedési területe kicsi, egyedszáma viszont stabil. A Természetvédelmi Világszövetség Vörös listáján mérsékelten fenyegetett fajként szerepel.